# Tin(II)fluoride
Tin(II)fluoride is een tinzout van waterstoffluoride, met als brutoformule SnF2. Het kan worden bereid door zuiver tin of tin(II)oxide te laten reageren met waterstoffluoride. De synthese gaat als volgt:
{\displaystyle \mathrm {Sn\ +\ 2\ HF\ \longrightarrow \ SnF_{2}\ +\ H_{2}} }
{\displaystyle \mathrm {SnO\ +\ 2\ HF\ \longrightarrow \ SnF_{2}\ +\ H_{2}O} }
Tin(II)fluoride wordt in geringe hoeveelheden in tandpasta gebruikt, waar het dient als bron voor fluoride. Door de aanwezigheid van het fluoride-ion wordt het apatiet in het tandglazuur voor een deel in fluorapatiet omgezet, dat resistenter is ten opzichte van door bacteriën afgescheiden zuren.